# Huaibei
Huaibei (Kinesisk skrift: 淮北; pinyin: Huáiběi) er en by på præfekturniveau i provinsen Anhui i den centrale del af Kina. 	Den har et areal på 2.725 km², og en befolkning på 2.158.000 og en befolkningstæthed på 791.9/km² 
Den grænser til Suzhou mod øst, Bengbu mod syd, Bozhou mod vest, og til provinsen Henan mod nord.

## Administrative enheder
Huaibei består af tre bydistrikter og et amt: 
- Bydistriktet Xiangshan – 相山区 Xiàngshān Qū ;
- Bydistriktet Duji – 杜集区 Dùjí Qū ;
- Bydistriktet Lieshan – 烈山区 Lièshān Qū ;
- Fylket Suixi – 濉溪县 Suīxī Xiàn.

## Samfærdsel
I Huabei standser Longhaibanen, Kinas vigtigste jernbanelinje i øst-vestlig-retning, som går fra Lianyungang til Lanzhou via blandt andet Xuzhou, Kaifeng, Zhengzhou, Luoyang og Xi'an.
34°0.4′N 116°45′Ø / 34.0067°N 116.750°Ø